# Chó săn chỉ điểm lông gợn sóng Griffon
Chó săn chỉ điểm lông gợn sóng Griffon (tiếng Anh: Wirehaired Pointing Griffon), còn được gọi với nhiều cái tên khác như Korthals Griffon và Griffon d'arrêt à poil dur Korthals ở Pháp và Quebec, là một giống chó được sử dụng trong săn bắn như một giống chó săn. Nó đôi khi được coi là giống chó có nguồn gốc từ Hà Lan, do quốc tịch của người sáng lập giống, Eduard Karel Korthals.

## Sức khỏe và tính khí
Chó săn chỉ điểm lông gợn sóng Griffon được đánh giá là thông minh với tính khí hiền lành, nhưng cũng luôn sẵn sàng để làm hài lòng chủ nhân. Chúng không thích nghi tốt với các phương pháp huấn luyện khắc nghiệt. Hầu hết chó thuộc giống này không sống tốt trong cuộc sống của chúng nếu bị nhốt trong cũi. Thường xuyên tập thể dục và đào tạo là được khuyến khích và cần thiết cho giống chó này. Griffon là những con chó cực kỳ định hướng và thích trú ngụ ở một nơi nào đó trong vùng lân cận của chủ sở hữu của chúng. Các tổ chức giống đề nghị mua từ người tạo giống cung cấp thông tin về bảo đảm sức khoẻ trên hợp đồng bằng văn bản về bảo lãnh về giống chó này. Nghiên cứu gần đây đã phát hiện việc truyền một giống chó khác vào Griffon trên toàn thế giới. Điều này đã gây ra sự phân chia ở hầu hết các quốc gia giữa những cá nhân muốn giữ lại Korthals Griffon chính hãng với các câu lạc bộ công nhận tất cả các giống bao gồm cả giống chó lai trên.